# Camaridium tricarinatum
Camaridium tricarinatum är en orkidéart som först beskrevs av John T. Atwood, och fick sitt nu gällande namn av Mario Alberto Blanco. Camaridium tricarinatum ingår i släktet Camaridium och familjen orkidéer.
Artens utbredningsområde är Panamá. Inga underarter finns listade i Catalogue of Life.